# Scott Ainslie
Pour les articles homonymes, voir Ainslie.
Scott Ainslie, né le 27 décembre 1968 à Édimbourg, est un acteur et homme politique britannique, membre du Parti vert. Il est député européen de 2019 à 2020.

## Biographie
Acteur de profession, Ainslie apparaît dans les films Journal d'un zombie en 2006 et Little Deaths en 2011
Appartenant au Parti vert de l'Angleterre et du pays de Galles, il est membre du conseil du borough londonien de Lambeth depuis 2014.
Le 23 mai 2019, il est élu sur les listes du Parti vert, membre du Parlement européen. Il cesse de siéger à partir du 31 janvier 2020, date à laquelle son pays quitte l'Union européenne.

## Parlement européen
Ainslie s'est présenté en tant que candidat du Parti vert aux élections parlementaires européennes de 2019. Il est arrivé premier sur la liste de son parti et a été élu comme son seul député européen dans la circonscription de Londres. Au Parlement européen, Ainslie a été membre de la commission des transports et du tourisme, et a fait partie de la délégation à l'Assemblée parlementaire paritaire ACP-UE.

## Résultats électoraux
Élections générales britanniques de 2019 — Streatham :
| Parti politique         | Parti politique         | Nom                     | Voix   | %       | ±%    | Maj.   |
| ----------------------- | ----------------------- | ----------------------- | ------ | ------- | ----- | ------ |
|                         | Travailliste            | Bell Ribeiro-Addy       | 30 976 | 54,81 % | −13,7 | 17 690 |
|                         | Libéraux-démocrates     | Helen Thompson          | 13 286 | 23,51 % | 17    |        |
|                         | Conservateur            | Rory O'Broin            | 9 060  | 16,03 % | −5,3  |        |
|                         | Vert                    | Scott Ainslie           | 2 567  | 4,54 %  | 1,5   |        |
|                         | Brexit                  | Penelope Becker         | 624    | 1,1 %   | 1,1   |        |
| Total des votes valides | Total des votes valides | Total des votes valides | 56 513 | 100 %   |       |        |
| Électeurs inscrits      | Électeurs inscrits      | Électeurs inscrits      | 84 788 |         |       |        |